# Trochosa gravelyi
Trochosa gravelyi este o specie de păianjeni din genul Trochosa, familia Lycosidae, descrisă de Buchar, 1976.
Este endemică în Nepal. Conform Catalogue of Life specia Trochosa gravelyi nu are subspecii cunoscute.